# 寶昌寺 (瑞浪市)
寶昌寺（宝昌寺・ほうしょうじ）は、岐阜県瑞浪市陶町猿爪(ましづめ)にある臨済宗妙心寺派の東海門派の寺院。山号は洞泉山。

## 歴史
寛永13年（1636年）に土岐郡妻木郷にある崇禅寺十三世の清巌宗源の法弟である固岳堅公によって開創された。
山号・寺号の由来は、寺の裏山に泉が湧いており、これを吉祥の泉として山号とし、三宝の栄えを祈って寺号としたと伝わる。
境内には室町時代前期の作とされる宝篋印塔があるため、前身の寺院の存在が考えられるが、他に史料が残っておらず、それ以前の来歴は不明となっている。
阿弥陀堂は、安永2年(1773年)の建立である。
現在の本堂は、平成16年(2004年)に新築されたもので、正面両側には陶町制記念の石灯籠がある。
美濃瑞浪三十三観音霊場十四番の他に、恵那新四国八十八箇所霊場四番の札所ともなっているが、その理由は、昭和29年（1954年）に瑞浪市が発足する以前、この地は恵那郡に属していたからである。

## 境内

### 宝管印陀羅尼経供養塔
宝筐印塔であり、塔中に陀羅尼経を納めた卒塔婆から始まり、下部から基礎、塔身、笠、相輪の四部からなっていて「この塔に一香一華を供えれば極楽に往生することができる」 ということから供養塔として造立されたものである。二基あるが由緒が不明で銘文があるものの解読が困難である。

### 霊場順拝供養塔
永井氏による西国三十三所と四国八十八箇所の弘法大師像が浮彫りされたものである。

### 法華経千部供養塔
ある心願のために、法華経を、千部（千巻）読誦して、その記念に塔を建立し、他の人々にも功徳があるようにと願った小型の角柱塔碑であり、「法華経千部供養塔 宝暦十二壬戌六月」 と刻まれている。

### 慶長年間の石積
庫裡裏に慶長年間（1610年頃）の石積が現存している。寶昌寺の建立は、寛永13年(1635年)のため、当時は未だ寶昌寺は存在していない。

### 阿弥陀堂
阿弥陀堂は、当初は堂ケ洞に創建されたが、その後に天神社境内に移築され、さらに寶昌寺境内に移築された。

## 関連リンク
宝昌寺　瑞浪市観光協会